# Satara (oraș)
Satara (în marathi: सातारा Sātārā) este un oraș în statul indian Maharashtra.
Din 1699 până în 1700 aici a fost scena luptei din Satara.
La recensământul din 2011 populația orașului era de 120.000 de locuitori. Satara a fost în secolul al XVII-lea capitala statului Maharashtra.